# Torbiere di Val Braone
Il SIC Torbiere di Val Braone si trova nella valle di Braone, vallata che coincide con il percorso del torrente Palobbia, in un altipiano chiamato "Foppe di Sotto" (a poca distanza, più a monte, si trova un altro piccolo altipiano denominato "Foppe di Sopra", all'interno del quale trova posto il Rifugio Prandini).
Buona parte del territorio (circa 60 ettari) del SIC coincide con una porzione del ben più ampio ZPS del parco regionale dell'Adamello.